# Alice Armstrong
Pour les articles homonymes, voir Armstrong.
Alice H. Armstrong est une physicienne américaine connue pour son travail au National Bureau of Standards. Elle est responsable de la certification et de l'approvisionnement en radium des États-Unis. Elle est élue membre de la Société américaine de physique en 1931.

## Enfance et éducation
Alice Armstrong grandit à Waltham, dans le Massachusetts, et fréquente une école de campagne de deux pièces[incompréhensible] jusqu'à son entrée au lycée de Waltham, où elle étudie le latin, l'allemand et le français. Sa mère espère qu'elle irait au Smith College de Northampton, dans le Massachusetts, mais elle choisit le Wellesley College après l'avoir visité avec un ami. À Wellesley, elle a initialement l'intention de se spécialiser en français et en allemand, mais elle suit un cours de physique sur les conseils de son demi-frère aîné, un ingénieur, et obtient un diplôme en physique avec une mineure en chimie.

## Carrière
Alice Armstrong développe un intérêt pour la radioactivité durant son séjour à Wellesley. Après avoir obtenu son diplôme, elle prend est employée au National Bureau of Standards. Le laboratoire de radium du bureau à la responsabilité de vérifier la qualité et la quantité des échantillons de radium, et le directeur du laboratoire est fréquemment absent en raison d'un ulcère à l'estomac. Elle affirme alors « après seulement quelques mois, je me suis retrouvé plus ou moins chargé de certifier tout le radium vendu aux États-Unis ». Après trois ans au Bureau des normes, Alice Armstrong entre au Radcliffe College pour ses études supérieures, où elle étudie la spectroscopie à rayon X avec William Duane. Au cours de ses études supérieures, elle tombe malade pendant six mois à cause d'une surexposition aux rayons X. Elle travaille comme instructrice à Wellesley puis prend un poste d'assistante à l'Institut Rockefeller pour la recherche médicale en 1927.
En 1942, elle occupe le poste de secrétaire-trésorière de la section de la Nouvelle-Angleterre de la Société américaine de physique.
Elle retourne à Wellesley et devient professeure de physique, avant de partir en 1953 pour mener des recherches à Los Alamos.